# Battletoads (jeu vidéo, 2020)
Battletoads est un jeu vidéo de type beat them all développé par Dlala Studios et Rare. Il s'agit d'un reboot de la série Battletoads. Le jeu est sorti le 20 août 2020 pour les plateformes Xbox One et Windows.

## Système de jeu
Comme les jeux Battletoads originaux, le jeu est un beat them all à défilement horizontal. Jusqu'à trois joueurs peuvent jouer en coopération en tant que Rash, Pimple et Zitz, chacun avec des styles de jeu distincts,. Le style graphique du jeu est dessiné à la main et plus de dessins animés que les jeux de la série précédente.
Le jeu a un parcours d'obstacles qui rappelle le "Turbo Tunnel" notoirement difficile du jeu original, mais au lieu de la vue latérale de l'original, celle du reboot a la caméra derrière les vélos. La séquence redémarrée conserve sa difficulté nostalgique.

## Développement
Le reboot est en cours de développement avec Dlala Studios avec l'aide et la supervision du créateur de jeux Rare. Dlala Studios a précédemment travaillé sur Overruled, un autre jeu beat-em-up. L'intention de Rare était de refaire le gameplay classique de Battletoads sans les limitations du matériel des années 80. Le jeu a reçu sa première bande-annonce de gameplay lors de l'E3 de juin 2019 et était jouable au salon de Microsoft X019 de novembre. Le jeu était initialement prévu pour une sortie 2019 en tant qu'exclusivité Xbox One. Le jeu sort finalement en août 2020.

## Accueil
Dans un aperçu du jeu, IGN a écrit que le jeu n'avait pas la plate-forme difficile pour laquelle l'original était connu, bien que le jeu lui-même soit resté difficile. GamesRadar a salué les progrès de Dlala sur le jeu lors d'une démo mi-2019.
De son côté, Gamekult le voyait "plus racé, beaucoup moins criard, avec un rendu genre Killer Instinct" mais écrit également que le "premier contact avec ce "reboot" signé DLaLa Studios fut loin d'être désagréable".